# Liste der Autorenbeteiligungen und Produktionen von Nico Santos
Dies ist eine Übersicht über die Autorentätigkeiten (Musik/Text) und Musikproduktionen des deutsch-spanischen Musikers, Komponisten, Liedtexters und Musikproduzenten Nico Santos, der auch an zahlreichen Produktionen unter seinem bürgerlichen Namen Nico Wellenbrink mitwirkt. Zu berücksichtigen ist, dass Hitmedleys, Remixe, Liveaufnahmen oder Neuaufnahmen des gleichen Interpreten nicht aufgeführt werden. Tätigkeiten als Komponist und/oder Liedtexter sind in der folgenden Tabelle als Autor zusammengefasst worden.

## #
| Jahr | Titel        | Interpret                     | Autor                       | Produzent                   |
| ---- | ------------ | ----------------------------- | --------------------------- | --------------------------- |
| 2016 | 31. Dezember | Shindy                        | Grünes Häkchensymbol für ja | Grünes Häkchensymbol für ja |
| 2019 | 501          | SDP feat. Teesy & Nico Santos | Grünes Häkchensymbol für ja |                             |

## A
| Jahr | Titel       | Interpret                    | Autor                       | Produzent                   |
| ---- | ----------- | ---------------------------- | --------------------------- | --------------------------- |
| 2017 | Achterbahn  | Helene Fischer               | Grünes Häkchensymbol für ja |                             |
| 2017 | Almost Mine | Wankelmut feat. Charlotte OC | Grünes Häkchensymbol für ja |                             |
| 2016 | Art of War  | Shindy feat. Bushido         |                             | Grünes Häkchensymbol für ja |

## B
| Jahr | Titel                    | Interpret                      | Autor                       | Produzent                   |
| ---- | ------------------------ | ------------------------------ | --------------------------- | --------------------------- |
| 2020 | Best of Us               | Wier                           | Grünes Häkchensymbol für ja |                             |
| 2019 | Better                   | Lena & Nico Santos             | Grünes Häkchensymbol für ja |                             |
| 2022 | Better Days              | Wier                           | Grünes Häkchensymbol für ja |                             |
| 2017 | Bis ans Ende dieser Welt | Stereoact feat. Chris Cronauer | Grünes Häkchensymbol für ja |                             |
| 2015 | Brot brechen             | Bushido & Shindy               | Grünes Häkchensymbol für ja | Grünes Häkchensymbol für ja |
| 2016 | Brothers in Arms         | Micar feat. Nico Santos        | Grünes Häkchensymbol für ja |                             |

## C
| Jahr | Titel          | Interpret        | Autor                       | Produzent |
| ---- | -------------- | ---------------- | --------------------------- | --------- |
| 2015 | Chain Reaction | Michael Canitrot | Grünes Häkchensymbol für ja |           |

## D
| Jahr | Titel                        | Interpret                                          | Autor                       | Produzent                   |
| ---- | ---------------------------- | -------------------------------------------------- | --------------------------- | --------------------------- |
| 2019 | Dance Like You’re Holding Me | Nico Santos                                        | Grünes Häkchensymbol für ja |                             |
| 2017 | Das Original                 | Prinz Pi feat. Mark Forster                        | Grünes Häkchensymbol für ja |                             |
| 2018 | Déjate llevar                | Juan Magán, Belinda, Manuel Turizo, Snova & B-Case | Grünes Häkchensymbol für ja |                             |
| 2017 | Die schönsten Tage           | Adel Tawil                                         | Grünes Häkchensymbol für ja |                             |
| 2015 | Don’t Give Up on Us          | Janieck Devy                                       | Grünes Häkchensymbol für ja |                             |
| 2018 | Du bist anders               | Fard feat. Ardian Bujupi                           | Grünes Häkchensymbol für ja |                             |
| 2016 | Dreams                       | Shindy feat. Nico Santos                           | Grünes Häkchensymbol für ja | Grünes Häkchensymbol für ja |

## E
| Jahr | Titel                     | Interpret                     | Autor                       | Produzent                   |
| ---- | ------------------------- | ----------------------------- | --------------------------- | --------------------------- |
| 2016 | Eggs Benedict             | Shindy                        |                             | Grünes Häkchensymbol für ja |
| 2018 | El Mundo (De Latesso)     | Mr.Da-Nos                     | Grünes Häkchensymbol für ja |                             |
| 2017 | Entschuldigung für nichts | Roland Kaiser                 | Grünes Häkchensymbol für ja |                             |
| 2018 | Escondidos                | Juan Magan & B-Case           | Grünes Häkchensymbol für ja |                             |
| 2017 | Everything Changes        | Ummet Ozcan feat. Chris Crone | Grünes Häkchensymbol für ja |                             |

## F
| Jahr | Titel               | Interpret                      | Autor                       | Produzent                   |
| ---- | ------------------- | ------------------------------ | --------------------------- | --------------------------- |
| 2016 | Family First        | Shindy                         | Grünes Häkchensymbol für ja | Grünes Häkchensymbol für ja |
| 2020 | Fastlane            | Jamule feat. Santos            | Grünes Häkchensymbol für ja |                             |
| 2016 | Federleicht         | Beatrice Egli                  | Grünes Häkchensymbol für ja |                             |
| 2018 | Fuego               | Alvaro Soler feat. Nico Santos | Grünes Häkchensymbol für ja |                             |
| 2017 | Für immer und immer | Prinz Pi                       | Grünes Häkchensymbol für ja |                             |

## G
| Jahr | Titel           | Interpret             | Autor                       | Produzent |
| ---- | --------------- | --------------------- | --------------------------- | --------- |
| 2018 | God Knows       | Nico Santos           | Grünes Häkchensymbol für ja |           |
| 2018 | Goin Up         | Mario Novembre        | Grünes Häkchensymbol für ja |           |
| 2017 | Goodbye to Love | Nico Santos & Broiler | Grünes Häkchensymbol für ja |           |

## H
| Jahr | Titel              | Interpret                               | Autor                       | Produzent                   |
| ---- | ------------------ | --------------------------------------- | --------------------------- | --------------------------- |
| 2016 | Hallelujah         | Shindy feat. RIN                        | Grünes Häkchensymbol für ja | Grünes Häkchensymbol für ja |
| 2017 | Haus im Wald       | Prinz Pi                                | Grünes Häkchensymbol für ja |                             |
| 2016 | Heartbreak Hotel   | Shindy                                  |                             | Grünes Häkchensymbol für ja |
| 2018 | Heatwave           | Nico Santos                             | Grünes Häkchensymbol für ja |                             |
| 2017 | Hellrot            | Prinz Pi feat. Bosse                    | Grünes Häkchensymbol für ja |                             |
| 2015 | Here Comes the Sun | Djorkaeff & Beatzarre feat. Nico Santos | Grünes Häkchensymbol für ja |                             |
| 2020 | Highlight          | Vanessa Mai                             | Grünes Häkchensymbol für ja |                             |
| 2018 | Hold Somebody      | Nico Santos                             | Grünes Häkchensymbol für ja |                             |
| 2015 | Holding On         | Mr.Da-Nos feat. Nico Santos             | Grünes Häkchensymbol für ja |                             |
| 2015 | Home               | Topic feat. Nico Santos                 | Grünes Häkchensymbol für ja |                             |

## I
| Jahr | Titel                     | Interpret                               | Autor                       | Produzent |
| ---- | ------------------------- | --------------------------------------- | --------------------------- | --------- |
| 2017 | If I Wasn’t Your Daughter | Lena                                    | Grünes Häkchensymbol für ja |           |
| 2015 | It’s Gonna Be Alright     | Djorkaeff & Beatzarre feat. Nico Santos | Grünes Häkchensymbol für ja |           |

## K
| Jahr | Titel              | Interpret | Autor | Produzent                   |
| ---- | ------------------ | --------- | ----- | --------------------------- |
| 2016 | Kudamm x Knesebeck | Shindy    |       | Grünes Häkchensymbol für ja |

## L
| Jahr | Titel                | Interpret                           | Autor                       | Produzent                   |
| ---- | -------------------- | ----------------------------------- | --------------------------- | --------------------------- |
| 2016 | Laas Abi Skit        | Shindy feat. Laas Unltd.            |                             | Grünes Häkchensymbol für ja |
| 2021 | Leere Hände          | Santos feat. Sido & Samra           | Grünes Häkchensymbol für ja | Grünes Häkchensymbol für ja |
| 2021 | Leichter             | Vanessa Mai                         | Grünes Häkchensymbol für ja |                             |
| 2017 | Lessons              | Moguai & Younotus feat. Nico Santos | Grünes Häkchensymbol für ja |                             |
| 2020 | Like I Love You      | Nico Santos & Topic                 | Grünes Häkchensymbol für ja |                             |
| 2018 | Like This            | Arcando feat. Svrcina               | Grünes Häkchensymbol für ja |                             |
| 2017 | Liste                | Prinz Pi                            | Grünes Häkchensymbol für ja |                             |
| 2018 | Looking Back Someday | ItaloBrothers                       | Grünes Häkchensymbol für ja |                             |
| 2017 | Lost In You          | Lena                                | Grünes Häkchensymbol für ja |                             |
| 2019 | Love                 | Lena                                | Grünes Häkchensymbol für ja |                             |
| 2018 | Love on Me           | Nico Santos                         | Grünes Häkchensymbol für ja |                             |
| 2020 | Low on Love          | Nico Santos                         | Grünes Häkchensymbol für ja |                             |

## M
| Jahr | Titel                  | Interpret                           | Autor                       | Produzent                   |
| ---- | ---------------------- | ----------------------------------- | --------------------------- | --------------------------- |
| 2021 | Mañana                 | Álvaro Soler feat. Cali Y El Dandee | Grünes Häkchensymbol für ja |                             |
| 2016 | Me, Myself & I         | Shindy                              |                             | Grünes Häkchensymbol für ja |
| 2017 | Meine Welt             | Prinz Pi                            | Grünes Häkchensymbol für ja |                             |
| 2019 | Meine 3 Minuten        | Freschta Akbarzada feat. Sido       | Grünes Häkchensymbol für ja |                             |
| 2017 | Millionen Liebeslieder | SDP                                 | Grünes Häkchensymbol für ja |                             |
| 2016 | Monogramm              | Shindy                              | Grünes Häkchensymbol für ja | Grünes Häkchensymbol für ja |
| 2017 | More Than a Friend     | Robin Schulz feat. Nico Santos      | Grünes Häkchensymbol für ja |                             |

## N
| Jahr | Titel   | Interpret   | Autor                       | Produzent |
| ---- | ------- | ----------- | --------------------------- | --------- |
| 2019 | New Day | Nico Santos | Grünes Häkchensymbol für ja |           |

## P
| Jahr | Titel          | Interpret                        | Autor                       | Produzent                   |
| ---- | -------------- | -------------------------------- | --------------------------- | --------------------------- |
| 2017 | Papa           | Bushido                          | Grünes Häkchensymbol für ja |                             |
| 2019 | Play with Fire | Nico Santos                      | Grünes Häkchensymbol für ja |                             |
| 2016 | Playerhater    | Shindy feat. Ali Bumaye          | Grünes Häkchensymbol für ja | Grünes Häkchensymbol für ja |
| 2017 | Polaroid       | Joel Brandenstein                | Grünes Häkchensymbol für ja |                             |
| 2015 | Promised Land  | Omi                              | Grünes Häkchensymbol für ja |                             |
| 2019 | Purple Rain    | Capital Bra & Samra feat. Santos | Grünes Häkchensymbol für ja |                             |

## Q
| Jahr | Titel            | Interpret  | Autor                       | Produzent |
| ---- | ---------------- | ---------- | --------------------------- | --------- |
| 2017 | Quiero que sepas | Juan Magán | Grünes Häkchensymbol für ja |           |

## R
| Jahr | Titel                    | Interpret                                  | Autor                       | Produzent                   |
| ---- | ------------------------ | ------------------------------------------ | --------------------------- | --------------------------- |
| 2017 | Rápido, brusco, violento | Juan Magán feat. BnK                       | Grünes Häkchensymbol für ja |                             |
| 2016 | Remember Yesterday       | Alle Farben feat. Perttu & Michael Schulte | Grünes Häkchensymbol für ja |                             |
| 2017 | Repeat                   | Gestört aber geil feat. Benne              | Grünes Häkchensymbol für ja |                             |
| 2016 | Roli                     | Shindy                                     |                             | Grünes Häkchensymbol für ja |
| 2017 | Rooftop                  | Nico Santos                                | Grünes Häkchensymbol für ja |                             |
| 2016 | Rumble in the Jungle     | Ali Bumaye                                 | Grünes Häkchensymbol für ja |                             |
| 2020 | Running Back to You      | Martin Jensen, Alle Farben & Nico Santos   | Grünes Häkchensymbol für ja |                             |

## S
| Jahr | Titel                  | Interpret                             | Autor                       | Produzent                   |
| ---- | ---------------------- | ------------------------------------- | --------------------------- | --------------------------- |
| 2018 | Safe                   | Nico Santos                           | Grünes Häkchensymbol für ja |                             |
| 2018 | Say You Won’t Let Go   | Nico Santos                           | Grünes Häkchensymbol für ja |                             |
| 2017 | Schatten               | Prinz Pi                              | Grünes Häkchensymbol für ja |                             |
| 2016 | Schöner Scherbenhaufen | Mark Forster                          | Grünes Häkchensymbol für ja |                             |
| 2016 | Sekundenkleber         | Adesse                                | Grünes Häkchensymbol für ja |                             |
| 2017 | Sekundenkleber         | Gestört aber geil feat. Voyce         | Grünes Häkchensymbol für ja |                             |
| 2016 | Sex ohne Grund         | Ali Bumaye feat. Shindy & Nico Santos | Grünes Häkchensymbol für ja |                             |
| 2019 | Sink Deeper            | MOTi feat. Icona Pop                  | Grünes Häkchensymbol für ja |                             |
| 2017 | So schön kaputt        | SDP                                   | Grünes Häkchensymbol für ja |                             |
| 2018 | Sólo Contigo           | Topic feat. Juan Magán & Lena         | Grünes Häkchensymbol für ja |                             |
| 2016 | Spul zurück            | Mark Forster                          | Grünes Häkchensymbol für ja |                             |
| 2016 | Statements             | Shindy feat. Bushido                  |                             | Grünes Häkchensymbol für ja |
| 2018 | Streets of Gold        | Nico Santos                           | Grünes Häkchensymbol für ja |                             |

## T
| Jahr | Titel           | Interpret                      | Autor                       | Produzent |
| ---- | --------------- | ------------------------------ | --------------------------- | --------- |
| 2018 | Tausend Tattoos | Sido                           | Grünes Häkchensymbol für ja |           |
| 2019 | The Vault       | Nico Santos                    | Grünes Häkchensymbol für ja |           |
| 2020 | Treat You Right | Maël & Jonas feat. Nico Santos | Grünes Häkchensymbol für ja |           |
| 2017 | Trümmerfeld     | Prinz Pi feat. Kaind           | Grünes Häkchensymbol für ja |           |

## U
| Jahr | Titel                | Interpret                      | Autor                       | Produzent |
| ---- | -------------------- | ------------------------------ | --------------------------- | --------- |
| 2019 | Unforgettable        | Nico Santos                    | Grünes Häkchensymbol für ja |           |
| 2019 | Unlove               | Lucas Rieger feat. Nico Santos | Grünes Häkchensymbol für ja |           |
| 2016 | Unter uns der Himmel | Adesse                         | Grünes Häkchensymbol für ja |           |
| 2015 | Upside Down          | B-Case feat. Nico Santos       | Grünes Häkchensymbol für ja |           |

## V
| Jahr | Titel         | Interpret                       | Autor                       | Produzent |
| ---- | ------------- | ------------------------------- | --------------------------- | --------- |
| 2021 | Vamos a marte | Helene Fischer feat. Luis Fonsi | Grünes Häkchensymbol für ja |           |
| 2017 | Vielleicht    | Prinz Pi                        | Grünes Häkchensymbol für ja |           |

## W
| Jahr | Titel              | Interpret                                       | Autor                       | Produzent |
| ---- | ------------------ | ----------------------------------------------- | --------------------------- | --------- |
| 2017 | Waiting for You    | Freischwimmer feat. Polina                      | Grünes Häkchensymbol für ja |           |
| 2020 | Walk in Your Shoes | Nico Santos                                     | Grünes Häkchensymbol für ja |           |
| 2015 | Warum du           | Sarah Connor                                    | Grünes Häkchensymbol für ja |           |
| 2016 | Waterfalls         | Lvndscape & Holland Park feat. Nico Santos      | Grünes Häkchensymbol für ja |           |
| 2016 | Was Ernstes        | Mark Forster                                    | Grünes Häkchensymbol für ja |           |
| 2014 | We Will Survive    | E-Partment feat. DannyM                         | Grünes Häkchensymbol für ja |           |
| 2019 | Welcome Home       | Nico Santos                                     | Grünes Häkchensymbol für ja |           |
| 2021 | When It Goes Down  | Gugu Zulu feat. Nico Santos                     | Grünes Häkchensymbol für ja |           |
| 2015 | Who’s Loving You?  | Auryn feat. Anastacia                           | Grünes Häkchensymbol für ja |           |
| 2018 | Wild Bird          | Nico Santos                                     | Grünes Häkchensymbol für ja |           |
| 2015 | Wilding Out        | Nitro                                           | Grünes Häkchensymbol für ja |           |
| 2016 | Wir sind groß      | Mark Forster                                    | Grünes Häkchensymbol für ja |           |
| 2017 | Wir sind groß      | SpongeBob Schwammkopf (Liedtitel: Ich bin groß) | Grünes Häkchensymbol für ja |           |
| 2017 | Wir sind groß      | Die Schlümpfe (Liedtitel: Zum Mond)             | Grünes Häkchensymbol für ja |           |

## Y
| Jahr | Titel     | Interpret                | Autor                       | Produzent |
| ---- | --------- | ------------------------ | --------------------------- | --------- |
| 2016 | Your Skin | MÖWE feat. Bright Sparks | Grünes Häkchensymbol für ja |           |

## Z
| Jahr | Titel               | Interpret | Autor                       | Produzent                   |
| ---- | ------------------- | --------- | --------------------------- | --------------------------- |
| 2016 | Zahlen              | Shindy    |                             | Grünes Häkchensymbol für ja |
| 2017 | Zahlen zählen nicht | Prinz Pi  | Grünes Häkchensymbol für ja |                             |